# Шерер, Сандро
Сандро Шерер (нем. Sandro Schärer; род. 6 июня 1988, Бюттикон, Аргау) — швейцарский футбольный судья. Судья ФИФА с 2015 года.

## Биография
После сдачи экзамена на аттестат зрелости Шерер стал изучать физкультуру и географию в Базельском университете. Свою трудовую деятельность начал работая младшим преподавателем в различных школах, также был инструктором по лыжам.
С 2016 года он руководит программой развития талантов SFV для судейского корпуса.

## Карьера
В 2005 году Шерер окончил квалификационные курсы футбольного судьи. Уже в 2011 году в возрасте 24-х лет судил матчи Challenge League, второго по величине дивизиона Швейцарии. В 2013 году дебютировал в Швейцарской Суперлиге в матче ФК Лозанна-Спорт и ФК Тун. В 2020 году работал на финальном матче Кубка Швейцарии между ФК «Базель» и «Янг Бойз Берн».
С 2015 года Шерер является судьей ФИФА. На международной арене дебютировал в отборочном турнире к чемпионату Европы по футболу среди юношей до 17 лет. В том же году получил свое первое международное назначение на матч 1-го квалификационного раунда Лиги Европы между ИФ Эльфсборг и ФК Лахти. Первый матч среди национальных сборных был поединок между Италией и Сан-Марино в мае 2017 года. С тех пор регулярно работает на матчах группового этапа Лиги Европы и отборочных раундов Лиги чемпионов. На групповом этапе Лиги чемпионов дебютировал в октябре 2020 года в матче между «Барселоной» и «Ференцварошем» из Будапешта. Сандро стал первым швейцарцем после Массимо Бузакки, который работал на матчах этого этапа соревнований.
Шерер был назначен в качестве одного из 12 судей группового этапа чемпионата Европы по футболу среди юношей до 21 года 2021 года. На турнире в Венгрии и Словении он работал на трёх матчах, в том числе обслужил полуфинал чемпионата, где Германия играла против Нидерландов.
Во второй половине сезона 2021-22 годов Шерер был переведен в категорию элитных судей УЕФА.
В рамках различных программ обмена швейцарский арбитр также работал на матчах в Австрийской Бундеслиге, Французской лиге 1, Катарской звездной лиге, а также в Кубке Греции.
В апреле 2024 года был отобран одним из главных арбитров в числе 19 судейских бригад для обслуживания матчей Чемпионата Европы по футболу, который проходит в июне-июле 2024 года на футбольных полях Германии.
В июне 2025 года швейцарцу было доверено право судить финальный матч Лиги наций УЕФА между Испанией и Португалией. 

### Чемпионат Европы 2024
| Стадия         | Дата         | Город         | Стадион          | Команда 1 | Результат | Команда 2  | Предупреждён | Red card | Пенальти |
| -------------- | ------------ | ------------- | ---------------- | --------- | --------- | ---------- | ------------ | -------- | -------- |
| Групповой этап | 16 июня 2024 | Штутгарт      | МХП-Арена,       | Словения  | 1:1 (0:1) | Дания      | 2 - 1        | 0 - 0    | 0 - 0    |
| Групповой этап | 26 июня 2024 | Гельзенкирхен | «Фельтинс-Арена» | Грузия    | 2:0 (1:0) | Португалия | 1 - 3        | 0 - 0    | - 0      |